# Montoku Tennō
Montoku Tennō (文徳天皇) (827 – 858) fou el cinquanta-cinqué emperador del Japó que apareix en la llista tradicional d'emperadors. Regnà entre 850 i 858 i el succeí el seu fill Seiwa Tennô.
文徳天皇
Abans de l'ascens de Montaku al tron del Crisantem, el seu nom personal (imina) era Michiyasu (道康) També fou conegut com a Tamura-no-mikado o Tamura-tei.
Era el fill major de Ninmyô Tennô. Sa mare fou l'emperadriu Dowager Fujiwara no Junshi, filla del ministre de l'esquerra Fujiwara no Fuyutsugu.
Montoku tingué sis consorts imperials i vint-i-nou fills.
| Predecessor: Ninmyô Tennô | Emperador del Japó 850 - 858 | Successor: Seiwa Tennô |